# 格朗略
格朗略（法語：Grandrieux）是法国皮卡第大区埃纳省的一个市镇，属于拉昂区塞尔河畔罗祖瓦县。该市镇2009年时的人口为83人。

## 人口
格朗略人口变化图示
| 数据来源：INSEE |